# Air Jernih
Air Jernih is een bestuurslaag in het regentschap Indragiri Hulu van de provincie Riau, Indonesië. Air Jernih telt 970 inwoners (volkstelling 2010).